# Abdulellah Al-Malki
Abdulellah bin Saad bin Hameed Al-Wahbi Al-Malki (em árabe: عبدالإله المالكي, Taife, 11 de outubro de 1994) é um futebolista saudita que atua como meio-campista do Al-Ettifaq, emprestado pelo Al-Hilal Saudi.

## Biografia
Al-Malki nasceu em Taife, município localizado na região de Meca, no ano de 1994. Al-Malki iniciou sua carreira pelo Al-Wehda de 2015 a 2019, onde ajudou o Al-Wehda a ser promovido à Campeonato Saudita de Futebol em duas temporadas. Incialmente em 2014–15 como vice-campeão e segundo em 2017–18 depois de vencer a MS League.
Durante a janela de transferências do verão de 2019, mudou-se para o Al-Ittihad. Ele passou três anos no clube e fez oitenta e uma partidas em todas as competições. Em 22 de janeiro de 2022, Al-Malki se juntou aos rivais Al-Hilal em um contrato de quatro anos.
Em 11 de novembro de 2022, foi convocado pelo treinador francês Hervé Renard, para representar a Seleção Saudita de Futebol, para participar da Copa do Mundo FIFA de 2022, realizada no Catar. Em sua estreia na Copa pela seleção saudita, contra a Seleção da Argentina, na vitória por 2 a 1, Al-Malki recebeu um cartão amarelo.

## Estatísticas
Atualizado em janeiro de 2022:
| Clube             | Temporada         | Liga              | Liga      | Liga | Copa nacional | Copa nacional | Copa liga | Copa liga | Continental | Continental | Outros    | Outros | Total     | Total |
| ----------------- | ----------------- | ----------------- | --------- | ---- | ------------- | ------------- | --------- | --------- | ----------- | ----------- | --------- | ------ | --------- | ----- |
| Clube             | Temporada         | Divisão           | Aparições | Gols | Aparições     | Gols          | Aparições | Gols      | Aparições   | Gols        | Aparições | Gols   | Aparições | Gols  |
| Al Wehda          | 2014-2015         | Primeira Divisão  | 3         | 0    | 1             | 0             | 0         | 0         | —           | —           | —         | —      | 4         | 0     |
| Al Wehda          | 2015-2016         | Pro League        | 19        | 0    | 2             | 0             | 2         | 0         | —           | —           | —         | —      | 23        | 0     |
| Al Wehda          | 2016-2017         | Pro League        | 19        | 1    | 2             | 0             | 3         | 0         | —           | —           | —         | —      | 24        | 1     |
| Al Wehda          | 2017-2018         | MS League         | 26        | 5    | —             | —             | —         | —         | —           | —           | —         | —      | 26        | 5     |
| Al Wehda          | 2018-2019         | Pro League        | 17        | 0    | —             | —             | —         | —         | —           | —           | —         | —      | 19        | 0     |
| Al-Ittihad FC     | 2019-2020         | Pro League        | 26        | 2    | 2             | 0             | —         | —         | 4           | 0           | 6         | 1      | 38        | 3     |
| Al-Ittihad FC     | 2020-2021         | Pro League        | 23        | 1    | 2             | 0             | —         | —         | —           | —           | 2         | 0      | 27        | 1     |
| Al-Ittihad FC     | 2021-2022         | Pro League        | 14        | 0    | 1             | 0             | —         | —         | —           | —           | 1         | 0      | 16        | 0     |
| Total da carreira | Total da carreira | Total da carreira | 147       | 9    | 12            | 0             | 5         | 0         | 4           | 0           | 9         | 1      | 177       | 10    |

### Internacional
| Seleção                    | Ano   | Aparições | Gols |
| -------------------------- | ----- | --------- | ---- |
| Seleção Saudita de Futebol | 2019  | 8         | 0    |
| Seleção Saudita de Futebol | 2020  | 2         | 0    |
| Seleção Saudita de Futebol | 2021  | 9         | 0    |
| Seleção Saudita de Futebol | 2022  | 8         | 0    |
| Total                      | Total | 27        | 0    |

## Títulos
Al Wehda
- Liga Príncipe Mohammad bin Salman: 2017-2018

Al-Hilal Saudi
- Campeonato Saudita de Futebol: 2021-2022 e 2023-2024